# Смолчански партизански отряд
Смолчанският партизански отряд е бойно формирование, назначено от главния щаб на българската армия през Сръбско-българската война от 1885 година за действия по северния стратегически фланг на сръбските войски, настъпващи към София. Под командването на капитан Коста Паница изиграва важна роля в битките при Сливница и Пирот.

## Състав
Отрядът е образуван преди началото на войната под названието Комщицки отряд (според местоназначението) или Отряд на Зафиров по името на първия му командир поручик Атила Зафиров.
Първоначалната му численост е около 1000 бойци, предимно опълченци и доброволци (общо 6 чети народно опълчение, 3-та софийска доброволческа дружина и запасна рота от 1-ви софийски полк).
По време на боевете при Ржана и Пирот в по-късната фаза на войната нараства с няколкостотин македонски доброволци, запасни и опълченски части.

## Бойни действия
Отстъплението от Цариброд на съседните български части на 2 ноември кара Зафиров също да отстъпи, за да избегне обкръжение. Така без бой в сръбски ръце попадат Изатовци, Комщица, Смолча и други погранични села. Сърбите наближават пътя за Берковица – една от важните връзки на София със Северна България. За защитата му главният щаб изпраща на 4 ноември капитан Коста Паница да поеме командването на Зафировия отряд с подкрепление от рота редовна войска и 45 македонски четници. Наред с новото си наименование Смолчанският партизански отряд получава задачата да настъпи на север от главния път Пирот – Драгоман – София и заедно с действащия от юг Радомирски отряд да попречи на съсредоточаването на сръбската Нишавска армия срещу Сливнишката позиция, където все още се събират войските от българо-турската граница.
В изпълнение на тази задача, на 6 ноември рано сутринта части от отряда под командването на поручик Зафиров нападат последователно Ропот и Комщица и разгромяват стануващите там четири сръбски роти. Заблудено за истинския размер и намеренията на българския отряд, след вестта за тези боеве в разгара на Сливнишкото сражение главното сръбско командване пренасочва значителна част от силите си за защита на Калотинските теснини, по които се извършват съобщенията с тила на Нишавската армия в Цариброд и Пирот. Вместо да настъпи към Калотина, на 7 и през нощта срещу 8 ноември отрядът на Паница преминава сръбската граница и атакува и разбива батальона, осигуряващ фланговото прикритие на сърбите при Изатовци и Ржана, на четири часа път от щаб-квартирата на крал Милан в Пирот. Като доказателство за напредъка си той изпраща в българското главно командване печатите на завладените сръбски общини. След това поражение и неуспеха при Сливница сръбското командване решава да изтегли Нишавската армия от българска територия. Поради недостиг на продоволствие и медикаменти за ранените, самият Паница преминава към отбрана за няколко дни, но още при следващото нападение на противника контраатакува и разгромява сръбския Ржански отряд на 11 – 12 ноември в боевете при Славиня и Ржана.
На 14 ноември Смолчанският отряд се включва в общото настъпление на Западния корпус на сръбска територия и ден по-късно, усилен с Македонския батальон, съдейства за завладяването на Пирот, завземайки сръбските окопи северно от града.